# Erich Heckel
Erich Heckel (31 de julio de 1883 - 27 de enero de 1970) fue un pintor e ilustrador alemán, y miembro fundador del grupo expresionista Die Brücke (El Puente) que existió desde 1905 hasta 1913.

## Biografía
Heckel nació en Döbeln (Sajonia). Como otros miembros del grupo Die Brücke admiró muchísimo la obra de Edvard Munch, y pretendía tender un «puente» entre la pintura alemana neorromántica y la moderna pintura expresionista. Los cuatro miembros fundadores usaron mucho la técnica de impresión al ser un medio barato y rápido de producir arte al alcance de todos.
En 1937 el partido nazi declaró que su obra era degenerada; le prohibió mostrar su obra en público, y más de 700 cuadros suyos fueron confiscados de los museos de la nación. Para el año 1944 todos sus bloques de grabado en madera y las planchas de sus láminas habían sido destruidas. 
Después de la Segunda Guerra Mundial Heckel vivió en Hemmenhofen cerca del Lago Constanza, enseñando en la Academia Karlsruhe hasta 1955. Siguió pintando hasta su muerte, en Radolfzell (1970).
Como la mayoría de los miembros de Die Brücke, fue un prolífico artista gráfico, con 465 grabados en madera, 375 aguafuertes, y 400 litografías descritas en el catálogo raisonné Dube, de las que más de 200, sobre todo aguafuertes, datan de los últimos siete años de su vida.
Una gran exposición retrospectiva, Erich Heckel – Su obra en los años 1920, se celebró entre octubre de 2004 y febrero de 2005 en el Museo Brücke en Berlín.

## Crítica
El crítico James Auer ha dicho que su Franzi de pie ...

...en muchos sentidos resume las principales virtudes de todo el movimiento expresionista. Al mismo tiempo franca y respetuosa, desafiante y compasiva, representa a una niña-mujer en la cúspide de la adolescencia, aún inocente y libre, pero, al mismo tiempo, curiosa y cómplice.

Solo en alemán pueden encontrarse actualmente libros sobre su obra y su vida.